# 최첼로
최첼로(1996년 11월 20일 ~ )는 대한민국의 가수다. 2020년 싱글 앨범 [네가 없는 밤을 상상해]로 데뷔했다.

## 방송
- 청춘스타 (2022) - Top108

## 음반
- 네가 없는 밤을 상상해 (2020)
- BLUE (2020)
- Coloring (2020)
- Fall (2020)
- View (2021)
- Thirsty (2021)
- Dream (2021)
- Before Sunset (2022)
- Hide and Seek (2022)

## 피처링
- 월콕스 <Blue & Lemonade> (2022)